# Rugby sevens

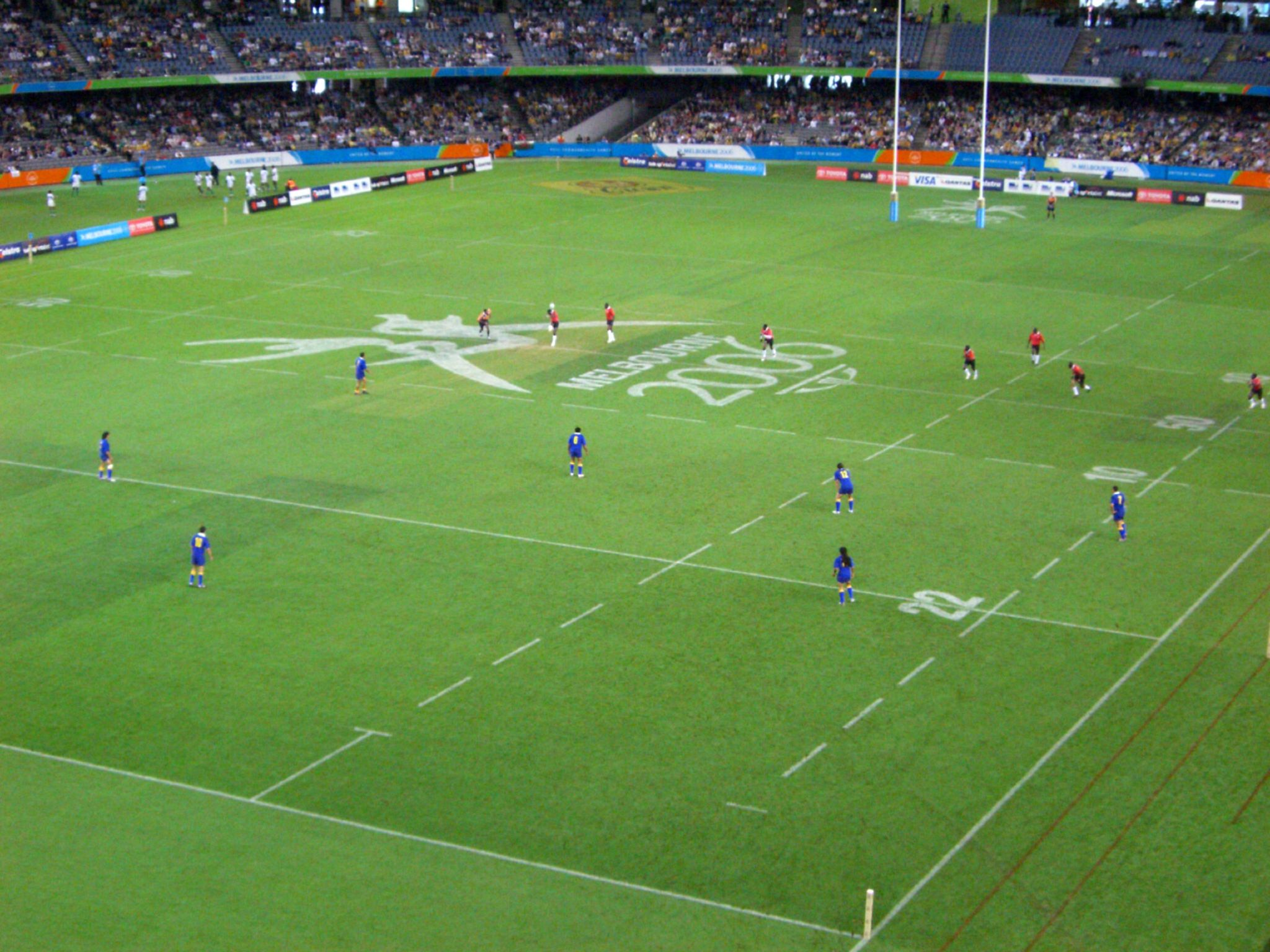
Een rugby-sevenswedstrijd tijdens de Gemenebestspelen 2006.

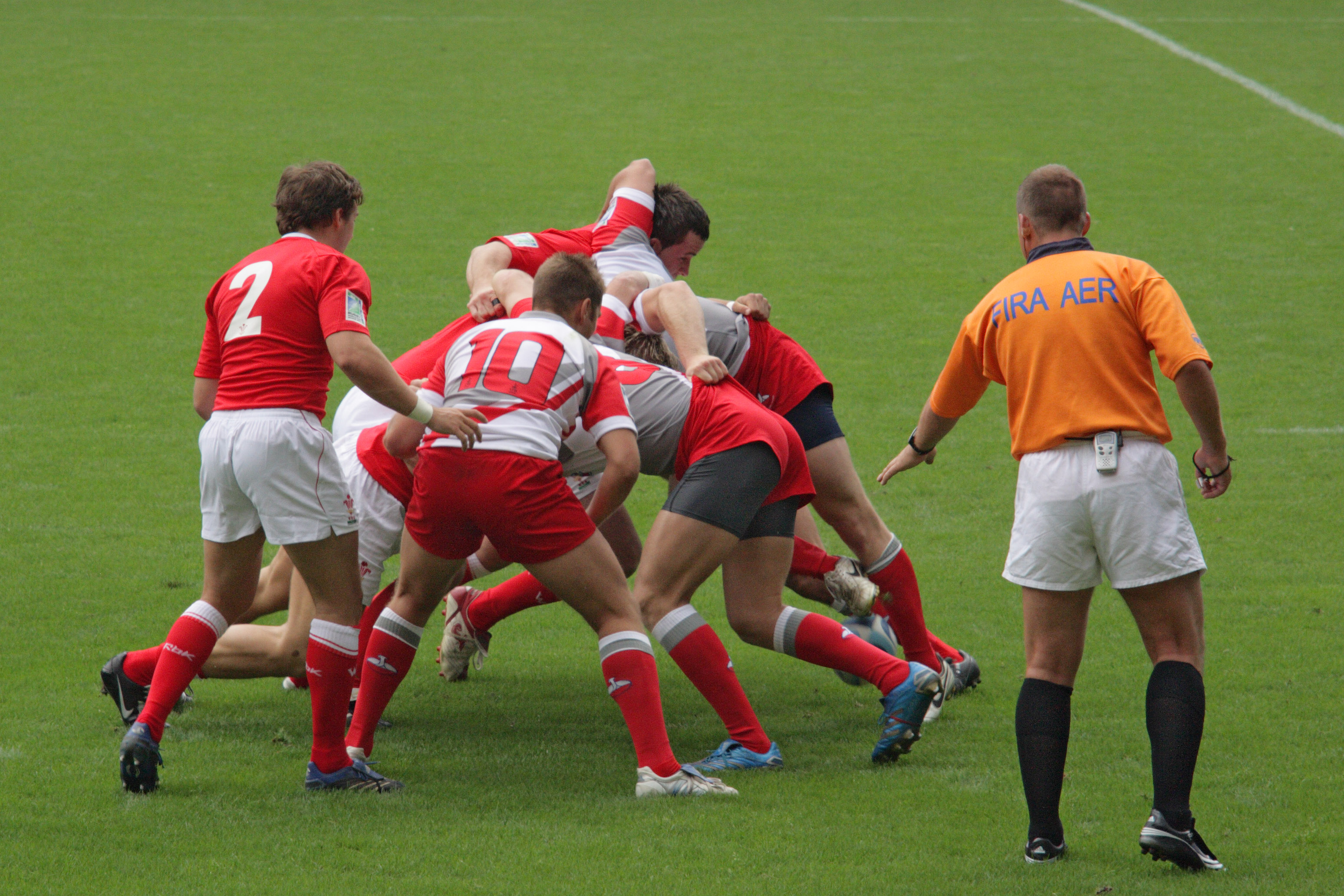
Een scrum tijdens een wedstrijd tussen Wales en Polen.

Rugby sevens is een variant van rugby union die wordt gespeeld met zeven spelers per team, met helften van zeven minuten lang en op een geheel rugbyveld. Bij een gelijkspel is er de mogelijkheid van een verlenging en in finalerondes zijn er uitzonderingen waar er 10 minuten per helft gespeeld wordt. In vergelijking met het reguliere rugby union is deze sport voornamelijk op snelheid en wendbaarheid gebaseerd, daarom wordt deze meestal gespeeld door mensen die in het reguliere rugby uitkomen als "backs". In de traditionele rugbylanden zijn echter spelers die zich specifiek op sevens hebben toegelegd. 
De regels van rugby sevens zijn vrijwel identiek aan Rugby Union XV's. Enkel wordt de kick off na een try genomen door het team dat de try gescoord heeft en bestaat de scrum uit drie spelers per ploeg. In spelbeeld verschilt de sport wel veel met het origineel. Er komen nooit mauls voor, weinig rucks. Er wordt zeer weinig gekickt zowel voor territorium, als voor punten. 
Traditioneel wordt sevens gespeeld aan het einde van het seizoen als de competities en bekertoernooien zijn afgerond.
De sport is in 1883 ontstaan op initiatief van Ned Haig, een slager uit het Schotse Melrose. Hij bedacht de variant om bij zijn club Melrose RFC een heel toernooi in één dag te kunnen afwerken. De club houdt jaarlijks nog steeds een internationaal vooraanstaand sevenstoernooi.
Onder auspiciën van de wereldrugbybond IRB wordt jaarlijks een reeks toernooien gehouden, de IRB Sevens, waarvan de winnaar wordt bepaald door de uitslagen van alle toernooien te combineren. De landen waar gespeeld wordt zijn de Verenigde Arabische Emiraten, Zuid-Afrika, Nieuw-Zeeland, Verenigde Staten, Hongkong, Singapore, Frankrijk en Engeland.
Op de Gemenebestspelen is de sport opgenomen sinds de Gemenebestspelen 1998 en trok meteen veel toeschouwers. De twee daaropvolgende edities, de Gemenebestspelen 2002 en de Gemenebestspelen 2006 trokken op de finaledagen zeer veel toeschouwers en was het na atletiek en zwemmen de populairste sport die tijdens het evenement gehouden werd.
Het grootste toernooi in Nederland is de Amsterdam Sevens dat jaarlijks wordt georganiseerd door AAC op het Nationaal Rugby Centrum Amsterdam en op het eigen terrein van AAC, sportpark de Eendracht. Dit toernooi wordt ook door vele buitenlandse ploegen bezocht.
Rugby sevens is sinds de Olympische Zomerspelen 2016 een olympische sport.